# Portret papeža Pavla III. (Tizian)
Portret papeža Pavla III. (ali Portret papeža Pavla III. brez kape) je Tizianov portret papeža Pavla III. v olju na platnu iz leta 1543, ki je nastal med papeževim obiskom severne Italije. Je v zbirki muzeja Capodimonte v Neaplju, južna Italija.

## Ozadje
Delo je dokončal Tizian med srečanjem s Pavlom III. v Ferrari aprila 1543 v obdobju napetosti in politične negotovosti, ki je vodilo do Tridentinskega koncila.
Papež je prikazan z neomajno realnostjo kot star, utrujen in nezaupljiv človek, ki pa ima kljub temu inteligenten in oster izraz. Slika je reinterpretacija Rafaelovega portreta papeža Julija II. Značilen za Tizianov pozni slog, je sestavljen iz široke poteze s čopičem in ohlapne definicije v obliki. Umetnik je dve leti pozneje izdelal nekoliko poznejšo varianto, prav tako ohranjeno v Neaplju, ki prikazuje Pavla III., oblečenega v camauro.
Portret je podedovala Izabela Farnese, mati Karla Burbonskega, ki ga je leta 1734 odnesla v Neapelj, da bi ga razstavili v palači Capodimonte, kjer je še danes. Obstaja več replik iste slike. Ena od njih, ohranjena v stolnici v Toledu, je bil tradicionalno pripisana Tizianu, ki naj bi jo naredil dve leti po izvirniku. Vendar pa so to pripisovanje zavrnili nekateri avtorji, ki so jo identificirali kot poznejšo repliko, ki jo je verjetno naredil Anthonis van Dyck.

## Opis in slog
Delo se predstavlja kot absolutna portretna mojstrovina, tako zelo, da ga je kmalu cenil tudi ustanovitelj družine Farnese, pa tudi mecen le-te. Pavel III., ki je bil po izvedbi slike navdušen nad Tizianovim delom, ga je zato prosil, naj se pridruži možem v papeški službi v Rimu, in mu ponudil službo pečatenja papeških bul, ki je bila dotlej zaupana Sebastianu del Piombu. Toda povabilo je imelo enak izid kot tisto, ki ga je leta 1513 predstavil Leon X.; pravzaprav jo je mojster zavrnil in je raje ostal v Benetkah.
Slika z detajli absolutnega realizma (kot so detajli na rokah, vdolbine v licih ali gosta bela brada) prikazuje starejšega Pavla III., starega že petinsedemdeset let, za katerega je značilen luciden pogled, bolj kot politik kot cerkovnik. Tričetrtinska poza, ki jo je prevzel papež, odseva klasično ikonografijo tovrstnih upodobitev, ki je bila prej sprejeta v Portretu Julija II. Rafaela ali v Portretu Klemena VII. Sebastiana del Piomba, ki pa bo uporabljena še pozneje, z razkošnim Portretom Inocenca X. Diega Velazqueza.
Slog je prilagojen ravni posebno prestižnega naročnika, ki je vodil Tiziana, da je ustvaril portret v najmanjših podrobnostih, s tankimi potezami čopiča na izrezih brade, obrvmi celo do robov obleke ali oblazinjenja stola. Dragocene detajle najdemo tudi v koščenih papeževih rokah, z desnico, naslonjeno na torbico, kar pomeni pozornost do zemeljskih dobrin, v tistem času ne povsem na mestu za papeže, na katerih prstancu je papeški prstan.
Obstaja več kopij iste slike iz poznejših obdobij, ki pričajo o uspehu, ki ga je imelo delo od samega začetka, med njimi ena Scipioneja Pulzoneja v Gallerii Spada v Rimu, druga Tizianova različica, ki se od prve izdaje razlikuje zaradi dodatka camaura na papeževi glavi, ki joa lahko datiramo eno leto po obravnavanem, torej v 1545-1546, in je bila izveden za kamerlenga kardinala Guida Ascania Sforza, tudi nečaka papeža Pavla III. in ga je mogoče identificirati s platnom, ki je prav tako doseglo muzej Capodimonte.
Nazadnje, v istem neapeljskem muzeju hranijo portret Alessandra Farneseja, bodočega papeža Pavla III., v starosti okoli štirideset let, ko je bil še kardinal, ki ga je okoli leta 1510 izdelal Rafael.

## Galerija
- Portret papeža Julija II. (1511), Rafael - Narodna galerija, London
- Portret papeža Pavla III. s camauro (1545-46), Tizian - Museo di Capodimonte, Neapelj
- Portret papeža Inocenca X. (1650 ca.), Tizian/Velazquez - Galleria Doria-Pamhilij, Rim